# Massimo Pigoli
Massimo „Max” Pigoli (ur. 23 lutego 1958 roku w Menaggio) – włoski kierowca wyścigowy.

## Kariera
Pigoli rozpoczął karierę w międzynarodowych wyścigach samochodowych w 1990 roku od startów w Italian Touring Car Championship, gdzie jednak nie zdobywał punktów. W późniejszych latach Włoch pojawiał się także w stawce Italian Super Touring Car Championship, Campionato Italiano Velocita Turismo, European Super Touring Cup, European Super Touring Championship, Italian Super Production Car Championship, Italian GT Championship, Superstars Championship Italy, Superstars International Series, Trofeo Maserati World Series oraz Superstars GT Sprint.